# Kościół św. Barbary w Droszkowie
Kościół św. Barbary w Droszkowie – kościół filialny parafii św. Mikołaja w Jaszkowej Górnej, położony w centrum Droszkowie.

## Historia
Obecny kościół św. Barbary powstał w 1405 r. jako kaplica grzebalna dla mieszkańców Droszkowa. Jej fundatorem był Hering z Jaszkowej Górnej. Świątynię zbudowano w stylu gotyckim na planie prostokąta jako jednonawową, orientowaną. W 1631 r. kaplica posiadała na wyposażeniu m.in. ołtarze i dzwon. Na przełomie XVII i XVIII w. miała miejsce przebudowa kościoła połączona z jego barokizacją. O projekt i wykonanie nowego ołtarza i rzeźb zwrócono się najprawdopodobniej do lądeckiej pracowni wybitnego barokowego rzeźbiarza ziemi kłodzkiej, Michała Klarha. Na uwagę zasługują obrazy w stylu ludowego baroku śląskiego o tematyce związanej z fundacją i patronem kościoła, które zostały zasłonięte w XIX w. przez obrazy stacji drogi krzyżowej. W 1652 r. zawieszono dzwon na wieży. Po 1945 r. ograniczano się do kilku renowacji, pokrycia blachą dachu i umieszczenie bezwartościowych pod względem artystycznym ławek, obrazów i drobnego wyposażenia. Kościół remontowano w 1871 r. i 1971 r. Kościół został wpisany do rejestru zabytków w 1961.

## Architektura
Jest to budowla jednonawowa, z wydzielonym prezbiterium, wielobocznie zakończonym i z wieżą na osi, zwieńczoną ostrosłupowym hełmem. Wieża dzielona wydatnymi gzymsami na kondygnacje. W przyziemiu znajduje się skromny barokowy portal. Świątynię pokrywa dwuspadowy dach, kryty blachą.

## Wnętrze świątyni
Wewnątrz kościoła znajduje się barokowe wyposażenie, wykonane m.in. z drewna polichromowanego, w tym ołtarze z ok. 1750 r. i ambona z XVIII w. Część z nich przypisywana jest Michałowi Klahrowi. Ponadto znajdują się tu obrazy olejne z XVIII w. i nieliczne paramenty oraz naczynia liturgiczne oraz dzwon z 1652 r. na wieży. Pozostałe wyposażenie pochodzi głównie z XIX w.